# Sibley (Missouri)
Sibley è un villaggio degli Stati Uniti d'America, situato nello Stato del Missouri, nella contea di Jackson.